# Vairimorpha
Vairimorpha — рід грибів. Назва вперше опублікована 1976 року.

## Класифікація
До роду Vairimorpha відносять 7 видів:
- Vairimorpha ceraces
- Vairimorpha disparis
- Vairimorpha hybomitrae
- Vairimorpha imperfecta
- Vairimorpha mesnili
- Vairimorpha necatrix
- Vairimorpha ocinarae